# Scarabaeus zambesianus
Scarabaeus zambesianus is een keversoort uit de familie bladsprietkevers (Scarabaeidae). De wetenschappelijke naam van de soort werd voor het eerst geldig gepubliceerd in 1901 door Péringuey.